# Vnitrostátně stanovené příspěvky
Vnitrostátně stanovené příspěvky (zkráceně NDC z anglického Nationally Determined Contributions) nebo zamýšlené vnitrostátně stanovené příspěvky (INDC, z anglického Intended Nationally Determined Contributions) jsou nezávazné národní plány zdůrazňující opatření v oblasti klimatu, včetně klimatických cílů pro snížení emisí skleníkových plynů, politik a opatření, které vlády hodlají zavést v reakci na změnu klimatu a jako příspěvek k dosažení globálních cílů stanovených v Pařížské dohodě.

## Proces
Vnitrostátně stanovené příspěvky kombinují systém tradiční mezinárodní dohody „shora dolů“ se systémem „zdola nahoru“, jehož prostřednictvím země předkládají své vlastní cíle a politiky v kontextu svých národních podmínek, možností a priorit, s cílem snížit globální emise skleníkových plynů natolik, aby byl nárůst antropogenní teploty omezen na úroveň výrazně nižší než 2 °C ve srovnání s předindustriální dobou, a pokračovat v úsilí o omezení nárůstu na 1,5 °C.
NDC obsahují kroky přijaté ke snížení emisí a jejich cílem je také zabývat se kroky přijatými k adaptaci na dopady změny klimatu a tím, jakou podporu země potřebuje nebo poskytne k řešení změny klimatu. Po prvním předložení INDCs v březnu 2015 následovala fáze hodnocení, jejímž cílem bylo přezkoumat dopad předložených INDCs před konferencí OSN o změně klimatu v roce 2015.
NDCs jsou stanovovány nezávisle na příslušných stranách (zemích nebo regionálních skupinách zemí). Jsou však stanoveny v rámci závazného iterativního „katalytického“ rámce, jehož cílem je v průběhu času urychlit opatření v oblasti klimatu. Jakmile státy stanoví své počáteční NDC, očekává se, že budou aktualizovány v pětiletém cyklu. Každé dva roky mají být zveřejňovány zprávy o pokroku, které sledují pokrok při plnění cílů stanovených v NDC států. Tyto zprávy budou podrobeny technickému přezkumu a budou společně sloužit jako podklad pro globální hodnocení, které bude probíhat v pětiletém cyklu a v němž bude společně posouzena celková dostatečnost NDC.
Informace shromážděné z jednotlivých zpráv a přezkumů smluvních stran spolu s komplexnějším obrazem získaným v rámci „globální inventury“ budou následně využity při formulování následných závazků států a budou určovat jejich podobu. Celkově lze říci, že tento proces nabídne řadu možností, kde se mohou odehrávat domácí a nadnárodní politické procesy, které usnadní přijímání ambicióznějších závazků a vyvinou tlak na státy, aby plnily své národně stanovené cíle.
Všechny cíle jednotlivých zemí jsou uvedeny v jejich NDC, které vycházejí z níže uvedených bodů:
- Klimatická neutralita do roku 2050.
- Omezení globálního oteplování výrazně pod 2 °C a pokračování v úsilí o jeho omezení na 1,5 °C.
- Snížení emisí skleníkových plynů (GHG).
- Zvýšení adaptace na škodlivé účinky změny klimatu.
- Úpravy finančních toků tak, aby je bylo možné kombinovat se snížením emisí skleníkových plynů.

### Globální cíle
Cíl udržitelného rozvoje č. 13, týkající se opatření v oblasti klimatu, má u svého druhého podcíle ukazatel související s NDC: Ukazatel 13.2.1 zní: „Počet zemí s vnitrostátně stanovenými příspěvky, dlouhodobými strategiemi, národními adaptačními plány, strategiemi uvedenými v adaptačních sděleních a národních sděleních.“ K 31. březnu 2020 oznámilo své první NDC sekretariátu Rámcové úmluvy OSN o změně klimatu 186 stran (185 zemí plus Evropská unie). Ve zprávě OSN se uvádí, že v roce 2020: „Svět je při současné úrovni národně stanovených příspěvků daleko od cesty ke splnění tohoto cíle.“ Předpokládá se, že pandemie covidu-19 nabízí zemím příležitost „přehodnotit priority a přebudovat své ekonomiky tak, aby byly ekologičtější a odolnější vůči změně klimatu“.

## Historie
Předchůdcem NDC je systém závazků a revizí, o kterém mezinárodní vyjednavači v oblasti klimatu uvažovali již na počátku 90. let. Všechny státy, které byly smluvními stranami Rámcové úmluvy OSN o změně klimatu (UNFCCC), byly v listopadu 2013 na konferenci OSN o změně klimatu, která se konala ve Varšavě, požádány, aby zveřejnily své zamýšlené vnitrostátně stanovené příspěvky. Zamýšlené příspěvky byly stanoveny, aniž by byla dotčena jejich právní povaha. Tento termín byl zamýšlen jako kompromis mezi „kvantifikovaným cílem omezení a snížení emisí“ (QELRO) a „vnitrostátně vhodnými zmírňujícími opatřeními“ (NAMA), které Kjótský protokol používal k popisu různých právních závazků rozvinutých a rozvojových zemí.
Po vstupu Pařížské dohody v platnost v roce 2016 se INDC staly prvními NDC, když stát dohodu ratifikoval, pokud se zároveň nerozhodl předložit nový NDC. NDC jsou prvními cíli v oblasti emisí skleníkových plynů v rámci UNFCCC, které platí stejně pro rozvinuté i rozvojové země.

### Předkládání INDC
Dne 27. února 2015 předložilo Švýcarsko jako první stát své INDC. Švýcarsko uvedlo, že od roku 1864 zaznamenalo nárůst teploty o 1,75 °C a že si klade za cíl snížit emise skleníkových plynů o 50 % do roku 2030.
Indie předložila své INDC v říjnu 2015 a zavázala se, že do roku 2030 sníží emisní náročnost HDP o 33-35 % oproti úrovni z roku 2005. Ve svém podání Indie napsala, že k dosažení svých cílů na období 2015–2030 potřebuje „nejméně 2,5 bilionu USD“ a že její „mezinárodní potřeby financování opatření v oblasti klimatu“ budou představovat rozdíl oproti tomu, „co může být k dispozici z domácích zdrojů“.
85 % zemí uvedlo, že pro ně je výzvou krátký časový rámec, který mají k dispozici na vypracování INDC. Mezi další uváděné problémy patří obtíže se zajištěním politické podpory na vysoké úrovni, nedostatek jistoty a pokynů ohledně toho, co by mělo být do INDC zahrnuto, a omezené odborné znalosti pro posouzení technických možností. Navzdory výzvám však necelá čtvrtina zemí uvedla, že při přípravě svých INDC získala mezinárodní podporu, a více než čtvrtina uvedla, že o mezinárodní podporu stále žádá. Proces INDC a výzvy, které s sebou přináší, jsou pro každou zemi jedinečné a neexistuje žádný „univerzální“ přístup nebo metodika.

## NDC závazky v rámci Evropské unie
Státy EU předkládají NDC společně v prostřednictvím podání Evropské rady. Aktualizované závazky byly podány 17. prosince 2020.

## Nabídka snížení emisí v rámci současných NDC
Prostřednictvím indexu výkonnosti v oblasti změny klimatu, nástroje Climate Action Tracker a prostřednictvím tzv. klimatických hodin lze průběžně sledovat, jak jsou jednotlivé země na cestě k plnění svých závazků z Pařížské dohody. Nástroje Climate Change Performance Index, Climate Action Tracker a Climate Clock však poskytují pouze obecný přehled, pokud jde o aktuální kolektivní a individuální snižování emisí v jednotlivých zemích. Neposkytují přehled o snížení emisí, které jednotlivé země nabízejí pro jednotlivá opatření navržená v NDC.

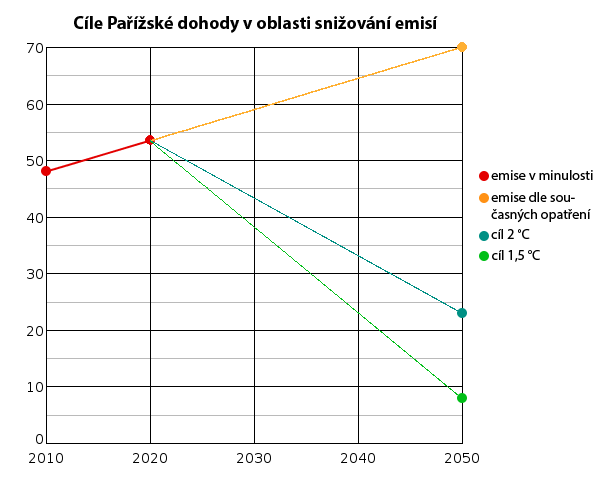
Srovnání cílů Pařížské dohody se závazky, které udělaly jednotlivé státy

## NDC a možnost dosažení cílů Pařížské dohody
V roce 2021 dospěla studie využívající plně statistický pravděpodobnostní model k závěru, že míra snižování emisí musí vzrůst o 80 % nad rámec NDC, aby bylo pravděpodobně dosaženo horního cílového pásma 2 °C stanoveného Pařížskou dohodou, že pravděpodobnost, že hlavní znečišťovatelé splní své NDC bez takového zvýšení, je velmi nízká, přičemž odhaduje, že při současných trendech je pravděpodobnost udržení oteplení pod 2 °C pouze 5 %. Pokud všechny signatářské země  své NDC splnily a pokračovaly v plnění i po roce 2030, pak je pravděpodobnost splnění cíle 2 °C pouze 26 %. Odborníci doporučují zásadní strukturální změny socioekonomiky globální civilizace pro systematickou „dekarbonizaci“ a související mechanismy – například práce, odpovědnosti a rozdělování zdrojů – a také sledování cesty k oteplení maximálně o 1,5 stupně, nikoli o 2 stupně.